# Adidas a Puma – duel bratrů
Adidas a Puma – duel bratrů (německy Duell der Brüder – Die Geschichte von Adidas und Puma) je německé filmové drama inspirované skutečností režiséra Olivera Dommengeta. Film zachycuje život bratrů Adolfa a Rudolfa Dasslerových a založení firem Adidas a Puma.

## Děj
Snímek zachycuje události z let 1924 až 1954 a spolupráci dvou bratří, kteří společně chtěli vyrábět ty nejlepší boty. Zatímco Adolf byl nadšenec do obuvi a tahoun jejího vývoje, Rudolf byl skvělý obchodník a skvěle se doplňovali. Jejich spolupráci ale narušovaly konflikty plynoucí z jejich odlišných povah. Hluboký rozkol nakonec vedl k rozdělení bratrů v podnikání a k založení dvou nových firem, které se staly vzájemnými rivaly: Adidas a Puma.